# جاکوپو فازینی
جاکوپو فازینی (زاده ۶ مارس ۲۰۰۳) یک بازیکن فوتبال اهل ایتالیا است. وی به عنوان هافبک برای باشگاه فوتبال امپولی در سری آ بازی می‌کند..